# La Bréole
La Bréole è un ex comune francese di 404 abitanti situato nel dipartimento delle Alpi dell'Alta Provenza della regione della Provenza-Alpi-Costa Azzurra. Dal 1º gennaio 2017 si è fuso con il comune di Saint-Vincent-les-Forts nel nuovo comune di Ubaye-Serre-Ponçon.

## Società

### Evoluzione demografica
Abitanti censiti